# 9 gennaio
Il 9 gennaio è il 9º giorno del calendario gregoriano. Mancano 356 giorni alla fine dell'anno (357 negli anni bisestili).

## Eventi
- 475 – Basilisco approfitta della fuga dell'imperatore Zenone per farsi riconoscere imperatore romano d'Oriente..
- 1448 – A Milano si tiene la prima lotteria italiana.
- 1493 - Cristoforo Colombo avvista l'isola di Puerto Rico durante il suo secondo viaggio nel Nuovo Mondo
- 1693 – Terremoto del Val di Noto
- 1760 – Gli afghani sconfiggono i Maratha nella battaglia di Barari Ghat.
- 1768 – Philip Astley mette in scena il primo circo moderno (a Londra).
- 1773 – Prima dell'opera 'La Giannetta ossia l'incognita perseguitata' di Pasquale Anfossi al Teatro delle Dame di Roma.
- 1788 – Il Connecticut diventa il quinto Stato ad unirsi agli USA.
- 1793 – Jean-Pierre Blanchard è il primo a volare con un pallone aerostatico negli Stati Uniti.
- 1806 – Horatio Nelson viene sepolto nella Cattedrale di St. Paul.
- 1807 – Eugenio di Beauharnais, viceré del Regno d'Italia, istituisce le commissioni d'ornato.
- 1822 – Dia do Fico in cui Pietro I, disobbedendo al parlamento portoghese, decide in restare in Brasile.
- 1839 – L'Accademia francese delle scienze dà l'annuncio dell'invenzione del dagherrotipo.
- 1861 – Il Mississippi è il secondo Stato a secedere dagli Stati Uniti d'America.
- 1863 – Inizio della battaglia di Fort Hindman
- 1878 – Umberto I di Savoia sale al trono d'Italia dopo la morte del padre Vittorio Emanuele II di Savoia.
- 1912 – I Marines degli Stati Uniti invadono l'Honduras.
- 1916 – Campagna dei Dardanelli: vengono ritirate le ultime truppe dell'Intesa, lasciando l'Impero ottomano vittorioso.
- 1923 – Juan de la Cierva esegue il primo volo su un autogiro.
- 1944 – Secondo giorno del Processo di Verona iniziato l'8 gennaio.
- 1945 – Gli Stati Uniti invadono Luzón nelle Filippine: battaglia di Luzon.
- 1950 – Eccidio delle Fonderie Riunite di Modena. Sei operai furono uccisi dalle forze dell'ordine per impedire l'occupazione della fabbrica.
- 1951 – Inaugurazione a New York della sede ufficiale delle Nazioni Unite.
- 1957 – Comincia a operare la base permanente Amundsen-Scott South Pole Station.
- 1960 – In Egitto inizia la costruzione della Diga di Assuan.
- 1972 – La RMS Queen Elizabeth viene distrutta dal fuoco nel porto di Hong Kong.
- 1984 – Esce "Nobody Told Me" album postumo di John Lennon.
- 1986
  - Dopo aver perso una battaglia legale con la Polaroid, la Kodak lascia il settore della fotografia istantanea.
  - La sonda spaziale Voyager 2 scopre il satellite di Urano: Cressida. È anche stato designato come "Urano IX".
- 1991 – I sovietici occupano Vilnius per fermare l'indipendenza lituana.
- 1995 – Valeri Poliakov completa 366 giorni nello spazio a bordo della stazione spaziale Mir, infrangendo il record di permanenza nello spazio.
- 1996 – La Sun Microsystems annuncia la formazione della divisione JavaSoft per sviluppare e supportare la piattaforma Java.
- 1998 – Saul Perlmutter del Berkeley Lab annuncia alla conferenza di Washington dell'American Astronomical Society che i dati sulle supernova indicano un universo in accelerazione, che si espanderà per sempre
- 2001 – Lancio del veicolo spaziale cinese Shenzhou 2, senza equipaggio umano.
- 2002 – Il Dipartimento di giustizia degli Stati Uniti annuncia che condurrà indagini sulla Enron.
- 2005 – Elezioni per la successione a Yasser Arafat.
- 2007 – Steve Jobs, durante la conferenza di apertura del Macworld, presenta il primo modello dell'iPhone.
- 2014 – Un'esplosione ad un impianto chimico della Mitsubishi a Yokkaichi in Giappone provoca la morte di 5 dipendenti.

## Nati
Ci sono circa 1 180 voci su persone nate il 9 gennaio; vedi la pagina Nati il 9 gennaio per un elenco descrittivo o la categoria Nati il 9 gennaio per un indice alfabetico.

## Morti
Ci sono circa 580 voci su persone morte il 9 gennaio; vedi la pagina Morti il 9 gennaio per un elenco descrittivo o la categoria Morti il 9 gennaio per un indice alfabetico.

## Feste e ricorrenze

### Civili
Nazionali:
- Stati Uniti d'America – Ratification Day nel Connecticut (1788).
- Brasile – Giorno del "resterò", quando il principe portoghese Pedro nel 1822 decise di restare in Brasile contro l'ordine del re del Portogallo João VI e avviando così il processo d'indipendenza.

### Religiose
Cristianesimo:
- Sant'Adriano di Canterbury, abate
- Sante Agata Yi e Teresa Kim, martiri
- Sant'Eustrazio, abate
- San Fillano, abate
- San Giocondo di Bordeaux, martire
- San Giuliano, martire
- San Marcellino di Ancona, vescovo
- Santa Marciana di Mauritania, vergine e martire
- Sant'Onorato di Buzançais
- Beata Alix Le Clerc (Maria Teresa di Gesù), cofondatrice delle Canonichesse di Sant'Agostino della Congregazione di Nostra Signora
- Beato Antonio Fatati, vescovo
- Beato Francesco Yi Bo-hyeon, martire coreano
- Beata Giulia Della Rena, religiosa ed eremita
- Beati Giuseppe Pawlowski e Casimiro Grelewski, sacerdoti e martiri
- Beato Martino In Eon-min, martire

Religione romana antica e moderna:
- Agonalia, dedicati a Giano